# 芝幸太郎
芝 幸太郎（しば こうたろう、1973年11月8日 - ）は、日本の実業家である。高知県高岡郡四万十町（旧幡多郡十和村）出身である。オフィスフォーティエイト代表取締役社長、株式会社グラッシーズ代表取締役社長。森林によるCO2吸収促進プロジェクト「僕と地球を繋ぐ森」代表。高知県観光特使。

## 略歴
高知県の高知商業高校を1992年に卒業後、香南市の半導体製造工場に入社した。約半年後に退職して株式会社商工ファンドへ入社し、1995年に山口支店、以後岡山支店と渋谷支店で支店長を務める。2002年に商工ファンドを退職してエステ関連会社を起業するも、業界の弱体化を懸念して会社を売却した。2004年に、アイドルグループ「AKB48」関連商品の企画料や版権料などを扱うオフィスフォーティエイトを設立した。2005年に秋元康、窪田康志らと協同で「秋葉原48プロジェクト」を始める。2007年に飲食関連事業株式会社グラッシーズを設立した。2009年に高知県、四万十町、デジタルマーケット社とパートナーズ協定を締結し、エコプロジェクト「僕と地球を繋ぐ森」で代表を務める。

## 人物
- 同郷の坂本龍馬を尊敬する。グループ事業の世界進出を目標とする。「一期一会」を好む。
- アルコール類は一切飲めない下戸で、釣りを趣味とする。
- 2014年にモデルのヨンアと結婚[2]。2016年12月13日に第1子男児が誕生したが[3]、2023年に離婚した[4]。